# Myxine paucidens
Myxine paucidens är en ryggsträngsdjursart som beskrevs av Regan 1913. Myxine paucidens ingår i släktet Myxine och familjen pirålar. IUCN kategoriserar arten globalt som starkt hotad. Inga underarter finns listade i Catalogue of Life.